# 의사-환자 관계

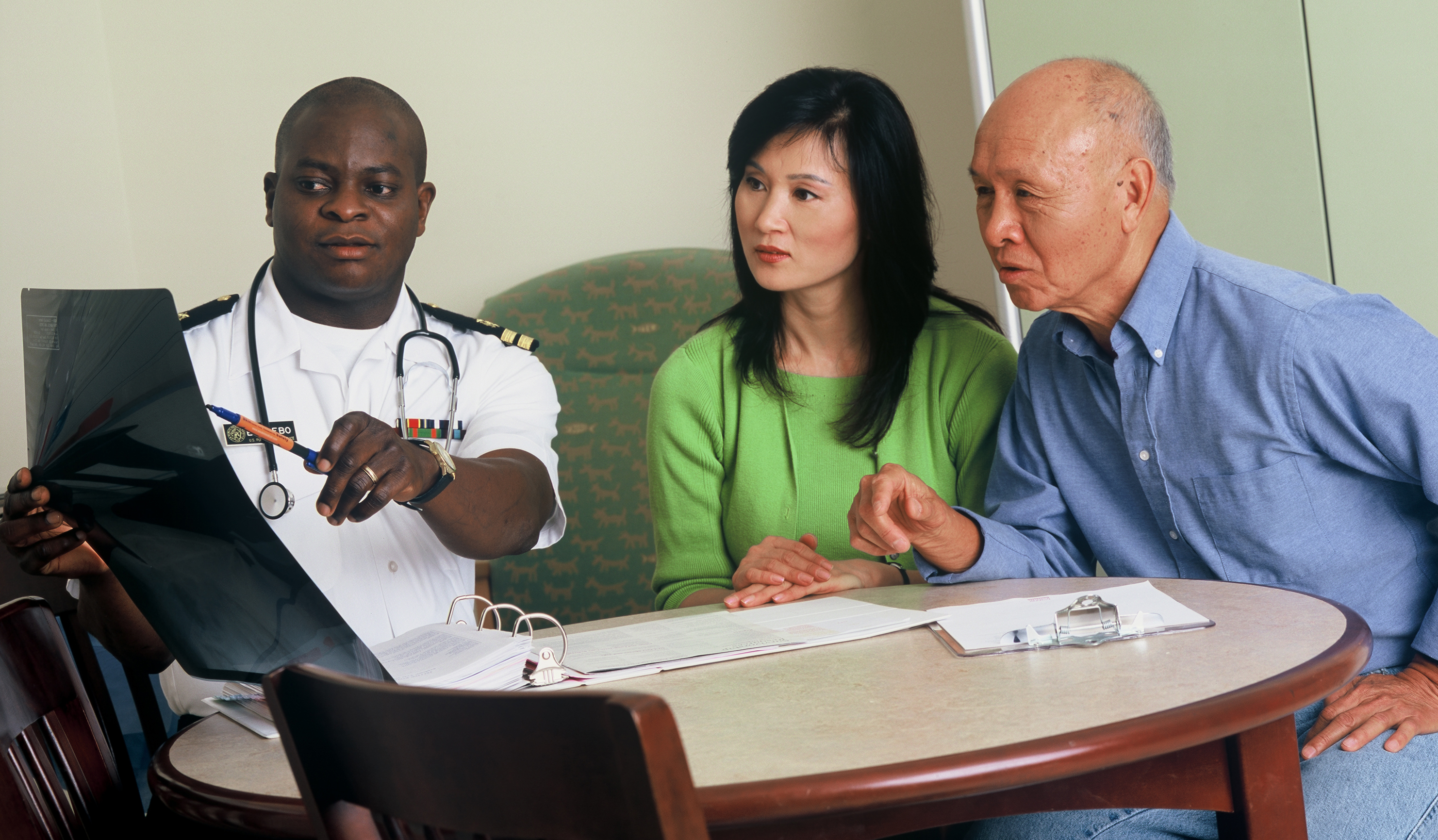

의사-환자 관계(doctor–patient relationship), 또는 환자-의사 관계(patient-doctor relationship)는 의사의 진료 과정에서 환자와 의사가 맺는 관계와, 이를 구성하는데 영향을 미치는 다양한 요인들을 광범위하게 일컫는 말이다. 의학 뿐만 아니라 사회학, 윤리학, 경제학, 보건학 등 다양한 학문의 관점에서 의사-환자 관계가 분석되고 있다.

## 배경
파슨스는 1951년 병자역할 이론을 제시함으로써 의사-환자 관계에 대한 분석을 처음으로 시도하였다. 1956년 사스와 홀렌더는 질병들을 유형에 따라 분류하여 파슨스의 모형을 수정, 발전시켰다. 이들은 3가지 유형의 의사-환자 관계를 제시하여 각각의 경우 의사와 환자가 취할 수 있는 태도와 해당하는 질병들의 예시를 들었다.

## 같이 보기
- 의료화
- 생의료화
- 의료윤리학
- 환자중심의료
- 헬스 커뮤니케이션
- 보건의료체계